# Mikołaj (Pissaris)
Mikołaj, imię świeckie Nicholas Emmanuel Pissare (ur. 1953 w Glens Falls) – grecko-amerykański duchowny prawosławny w jurysdykcji Patriarchatu Konstantynopola, od 2002 metropolita Detroit w Greckiej Archidiecezji Ameryki.

## Życiorys
6 lipca 1991 przyjął święcenia diakonatu, a  13 lipca prezbiteratu. 3 kwietnia 1999 przyjął chirotonię biskupią. W 2002 mianowany został metropolitą Detroit.
W czerwcu 2016 r. uczestniczył w Soborze Wszechprawosławnym na Krecie.